# Heathens
«Heathens» — пісня американського музичного гурту Twenty One Pilots, що вийшла в ролі синглу для кінофільму Suicide Squad (2016) 16 червня 2016 року через Atlantic Records і Warner Bros. Reckrds. Пісня була написана Тайлером Джозефом і випущена ним разом з Майком Елізондо. «Heathens» зайняв друге місце на американському Billboard Hot 100, прив'язавши «Stressed Out» до найвищого чартування дуету на сьогоднішній день. «Heathens» була номінована на три нагороди Греммі на 59-й щорічній церемонії нагородження.

## Чарти

### Тижневі чарти
| Чарт (2016)                               | Найвища позиція |
| ----------------------------------------- | --------------- |
| Argentina (Monitor Latino)                | 7               |
| Австралія (ARIA)                          | 3               |
| Австрія (Ö3 Austria Top 75)               | 4               |
| Belarus (Unistar Radio Top 20)            | 5               |
| Бельгія (Ultratop Flanders)               | 10              |
| Бельгія (Ultratop Wallonia)               | 16              |
| Канада (Canadian Hot 100)                 | 3               |
| Канада (AC) (Billboard)                   | 45              |
| Канада (CHR/Top 40) (Billboard)           | 5               |
| Канада (Hot AC) (Billboard)               | 15              |
| Канада Rock (Billboard)                   | 6               |
| Colombia (National-Report)                | 74              |
| СНД (Tophit)                              | 7               |
| Чехія (IFPI)                              | 1               |
| Чехія (Singles Digitál Top 100)           | 1               |
| Данія (Tracklisten)                       | 11              |
| Фінляндія (Suomen virallinen lista)       | 6               |
| Франція (SNEP)                            | 4               |
| Німеччина (Official German Charts)        | 9               |
| Germany (Airplay Chart)                   | 7               |
| Угорщина (Rádiós Top 40)                  | 23              |
| Угорщина (Single Top 40)                  | 7               |
| Угорщина (Stream Top 40)                  | 2               |
| Ірландія (IRMA)                           | 4               |
| Італія (FIMI)                             | 11              |
| Lebanon (Lebanese Top 20)                 | 9               |
| Нідерланди (Dutch Top 40)                 | 10              |
| Нідерланди (Mega Single Top 100)          | 12              |
| Нова Зеландія (RIANZ)                     | 2               |
| Норвегія (VG-lista)                       | 4               |
| Польща (Polish Airplay Top 100)           | 8               |
| Португалія (AFP)                          | 4               |
| Russia Airplay (Tophit)                   | 9               |
| Шотландія (Official Charts Company)       | 5               |
| Словаччина (IFPI)                         | 37              |
| Словаччина (Singles Digitál Top 100)      | 1               |
| Slovenia (SloTop50)                       | 30              |
| Іспанія (PROMUSICAE)                      | 28              |
| Швеція (Sverigetopplistan)                | 6               |
| Швейцарія (Media Control AG)              | 3               |
| Велика Британія (Official Charts Company) | 5               |
| США (Billboard Hot 100)                   | 2               |
| США (Adult Top 40) (Billboard)            | 2               |
| США (Hot Dance Club Songs) (Billboard)    | 16              |
| США (Hot Dance Airplay) (Billboard)       | 11              |
| США (Hot Rock Songs) (Billboard)          | 1               |
| США (Mainstream Rock) (Billboard)         | 20              |
| США (Mainstream Top 40) (Billboard)       | 2               |
| США (Rhythmic) (Billboard)                | 33              |

### Річні чарти
| Чарт (2016)                          | Позиція  |
| ------------------------------------ | -------- |
| Argentina (Monitor Latino)           | 62       |
| Australia (ARIA)                     | 27       |
| Austria (Ö3 Austria Top 40)          | 18       |
| Belgium (Ultratop Flanders)          | 53       |
| Belgium (Ultratop Wallonia)          | 75       |
| Canada (Canadian Hot 100)            | 22       |
| Denmark (Tracklisten)                | 64       |
| France (SNEP)                        | 117      |
| Germany (Official German Charts)     | 34       |
| Italy (FIMI)                         | 45       |
| Netherlands (Single Top 100)         | 65       |
| New Zealand (Recorded Music NZ)      | 24       |
| Switzerland (Schweizer Hitparade)    | 34       |
| UK Singles (Official Charts Company) | 38       |
| US Billboard Hot 100                 | 21       |
| US Adult Top 40 (Billboard)          | 37       |
| US Hot Rock Songs (Billboard)        | 3        |
| US Mainstream Top 40 (Billboard)     | 29       |
| Chart (2017)                         | Position |
| Canada (Canadian Hot 100)            | 67       |
| Hungary (Single Top 40)              | 82       |
| Hungary (Stream Top 40)              | 92       |
| Israel (Media Forest)                | 39       |
| Switzerland (Schweizer Hitparade)    | 81       |
| US Billboard Hot 100                 | 58       |

## Сертифікації
| Регіон | Сертифікація  | Продажі   |
| --- | ------------- | --------- |
| Австралія (ARIA) | 2× Платиновий | 140,000   |
| Канада (Music Canada) | 2× Платиновий | 160,000*  |
| Данія (IFPI Denmark) | Платиновий    | 90,000    |
| Німеччина (BVMI) | Платиновий    | 400,000   |
| Італія (FIMI) | 3× Платиновий | 150,000   |
| Нова Зеландія (RIANZ) | Платиновий    | 30,000*   |
| Велика Британія (BPI) | Платиновий    | 600,000   |
| США (RIAA) | 6× Платиновий | 2,123,000 |
| *продажі, що базуються лише на сертифікаціях · ^відвантаження, що базуються лише на сертифікаціях · продажі+прослуховування, що базуються лише на сертифікаціях |               |           |